# Elias Xitavhudzi
Elias Xitavhudzi (? – 14. listopad 1960) byl jihoafrický sériový vrah, který v 50. letech 20. století zavraždil 16 žen v Atteridgeville v Jižní Africe. V tehdejší přísně segregované společnosti se zaměřoval pouze na bílé ženy. Jeho vražedná série způsobila během vrcholícího režimu apartheidu senzaci. Před svým dopadením získal přezdívku „Pangaman“ (panga je místní slovo pro mačetu, kterou mrzačil své oběti).
Xitavhudzi byl zatčen poté, co prodal ukradené hodinky patřící jedné z jeho obětí. Ve vězení se ke všem svým zločinům přiznal. Byl rychle odsouzen k smrti za 16 vražd a oběšen 14. listopadu 1960. Byl druhým ze série nejméně půl tuctu sériových vrahů, kteří sužovali město Atteridgeville.